# Ілевен Ерроуз
Ілевен Арроуз (англ. Football Club Eleven Arrows) — професіональний футбольний клуб з Намібії, який представляє місто Волфіш-Бей.

## Історія
Клуб було засновано у жовтні 1961 році у місті Волфіш-Бей. За свою історію клуб по одному разу виграв національний чемпіонат та кубок країни.
У 1992 році команда виступала в попередньому раунді Ліги чемпіонів КАФ.
Свого часу за клуб грали такі гравці національної збірної, як Рудольф Бестер та Еліфас Шивуту.

## Досягнення
- Прем'єр-ліга: (1)

 Чемпіон (1) 1991
- Кубок Намібії Бідвест: (1)

 Переможець (1) 2011
 Фіналіст (1): 2009

## Історія виступів у континентальних турнірах
| Сезон | Турнір             | Раунд      | Клуб             | Вдома | На виїзді | Загальний |
| ----- | ------------------ | ---------- | ---------------- | ----- | --------- | --------- |
| 1992  | Ліга чемпіонів КАФ | Попередній | Арсенал (Масеру) | 0-1   | 0-3       | 0-4       |

## Відомі гравці
- Рудольф Бестер
- Кріс Катжиуква
- Еліфас Шивуте